# Anthrenus olgae
Anthrenus olgae is een keversoort uit de familie spektorren (Dermestidae). De wetenschappelijke naam van de soort werd in 1946 gepubliceerd door Kalík.